# Hemerobius exceptatus
Hemerobius exceptatus là một loài côn trùng trong họ Hemerobiidae thuộc bộ Neuroptera. Loài này được Nakahara miêu tả năm 1965.